# William Hague
Pour les articles homonymes, voir Hague.
William Jefferson Hague, baron Hague de Richmond né le 26 mars 1961 à Rotherham, est un homme politique britannique membre du Parti conservateur, dont il est dirigeant dans l'opposition de 1997 à 2001.

## Biographie

### Formation et carrière
Il est diplômé en philosophie, science politique et sciences économiques de l'université d'Oxford et titulaire d'un master of business administration obtenu à l'INSEAD. Il a ensuite travaillé comme conseiller en stratégie chez McKinsey & Company.

### Sur le devant de la scène
En 1977, âgé de seize ans, il est propulsé sur la scène politique après un discours très remarqué à la conférence annuelle du Parti conservateur, où il s'adresse ainsi aux délégués : « La moitié d'entre vous ne sera plus ici dans trente ou quarante ans, mais d'autres auront à vivre avec les conséquences d'un gouvernement travailliste si celui-ci reste au pouvoir ». Il se présente aux élections législatives en 1987 dans la circonscription de Wentworth mais est largement défait par le candidat travailliste. Il entre à la Chambre des communes deux ans plus tard, à la faveur d'une élection partielle dans la circonscription de Richmond (Yorks) destinée à remplacer Leon Brittan. Il devient alors le benjamin de la Chambre.

### Du gouvernement à l'opposition
Secrétaire parlementaire privé du chancelier de l'Échiquier Norman Lamont en 1990, promu sous-secrétaire d'État puis ministre d'État au département de la Sécurité sociale, il est nommé en 1995 secrétaire d'État pour le Pays de Galles dans le gouvernement Major II. À la suite de la défaite des conservateurs aux législatives de 1997, il en prend la tête en battant Kenneth Clarke au troisième tour de scrutin. Il ne parvient toutefois pas à renverser la tendance et subit une lourde défaite face à Tony Blair aux élections de 2001, ce qui le conduit à quitter la tête du parti, devenant ainsi le premier chef du Parti conservateur de l'histoire à ne pas être devenu Premier ministre. En 2005, il est choisi comme secrétaire d'État aux Affaires étrangères du cabinet fantôme de David Cameron.

### Le retour au pouvoir
Lorsque les Tories reviennent au pouvoir en 2010, William Hague est nommé secrétaire d'État à la tête du Bureau des Affaires étrangères et du Commonwealth et obtient le titre de Premier secrétaire d'État, ce qui fait de lui le numéro trois du gouvernement. Il passe pour être un eurosceptique.
Il est ensuite leader de la Chambre des communes de juillet 2014 à mai 2015. Il ne se représente pas aux élections de 2015 mais est anobli et passe à la Chambre des lords.

## Résultats électoraux

### Chambre des communes
| Élection         | Circonscription  | Parti | Parti        | Voix   | %    | Résultats |
| ---------------- | ---------------- | ----- | ------------ | ------ | ---- | --------- |
| 1987             | Wentworth        |       | Conservateur | 10 113 | 21,8 | Échec     |
| 1989 (partielle) | Richmond (Yorks) |       | Conservateur | 19 543 | 37,2 | Élu       |
| 1992             | Richmond (Yorks) |       | Conservateur | 40 202 | 61,9 | Élu       |
| 1997             | Richmond (Yorks) |       | Conservateur | 23 326 | 48,9 | Élu       |
| 2001             | Richmond (Yorks) |       | Conservateur | 25 951 | 58,9 | Élu       |
| 2005             | Richmond (Yorks) |       | Conservateur | 26 722 | 59,1 | Élu       |
| 2010             | Richmond (Yorks) |       | Conservateur | 33 541 | 62,8 | Élu       |

## Distinctions honorifiques
- - Baron (à vie)
- - Fellow de la Royal Society of Literature (F.R.S.L.)
- Docteur honoris causa de l'Université d'York (2016)
- Grand-cordon de l'ordre du Soleil levant (Japon, 2017)
- Docteur honoris causa de l'Université de Lancastre (2018)

## Publications
- (en) William Pitt the Younger, Londres, éd. HarperCollins, 2004
- (en) William Wilberforce: the life of the great anti-slave trade campaigner, Londres, éd. HarperPress, 2007